# Nāḩiyat al Karāmah
Nāḩiyat al Karāmah (arabiska: ناحية جديدة خابور, ناحية الكرامة) är ett subdistrikt i Syrien.   Det ligger i provinsen ar-Raqqah, i den nordöstra delen av landet, 400 km nordost om huvudstaden Damaskus.
Trakten runt Nāḩiyat al Karāmah är ofruktbar med lite eller ingen växtlighet. Runt Nāḩiyat al Karāmah är det ganska tätbefolkat, med 83 invånare per kvadratkilometer.